# میلن لازار
میلن لازار (فرانسوی: Mylène Lazare‎؛ زادهٔ ۲۰ نوامبر ۱۹۸۷) شناگر اهل فرانسه است.